# Feijoada à timorense

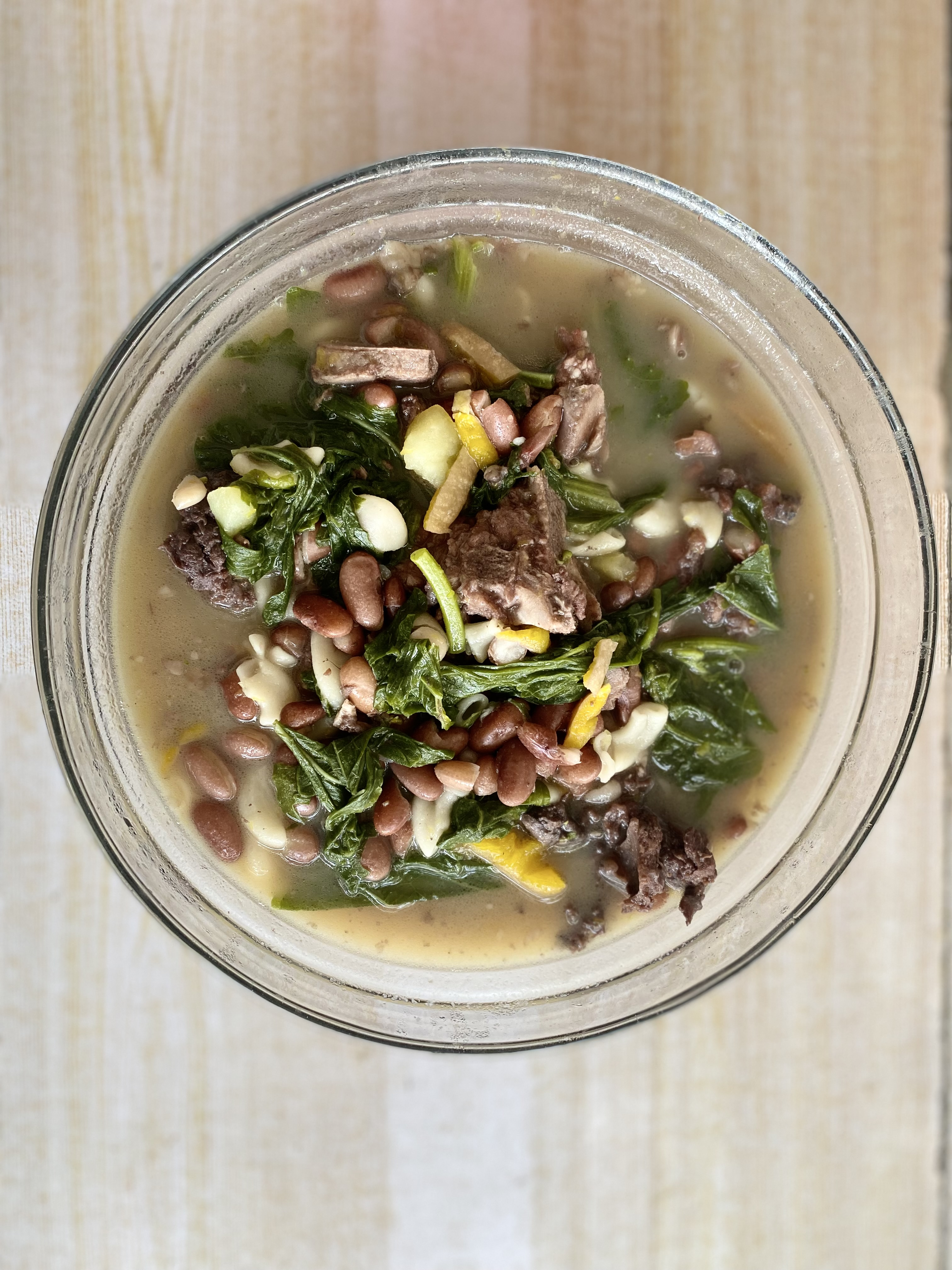
Feijoada à timorense composto por varias ingredientes como carne de porco, feijão-vermelho, mostarda, aborbóra e macarrão.

A feijoada à timorense é um prato popular da culinária de Timor-Leste que é a variante da feijoada daquele país. Consiste principalmente em várias partes de carne de porco misturadas com feijão-vermelho (roxo) e chouriço ou linguiças defumadas. Como elementos decorativos, rodelas de laranja e salsa são comumente utilizadas nos pratos.
A feijoada é considerada em Timor-Leste como um prato comemorativo de feriado, pois também é servida nos finais de semana, geralmente no jantar de sábado ou no almoço de domingo. Outros ingredientes que podem diferenciar a feijoada feita neste país do Sudeste Asiático é a incorporação de folhas de mamão e alguns condimentos usados na culinária local que podem torná-la levemente picante. É um prato comum na Lusofonia, podendo ser encontrado comumente em países como Brasil, Portugal, Moçambique e nos territórios de Macau e Goa, estes dois últimos também ex-colônias portuguesas na Ásia.